# Verkehrsinfrastrukturfinanzierungsgesellschaft
Die Verkehrsinfrastrukturfinanzierungsgesellschaft mbH (VIFG) mit Sitz in Berlin war eine Gesellschaft die 2003 gegründet wurde und am 1. August 2019 auf Die Autobahn GmbH des Bundes verschmolz. Sie war eine Gesellschaft im Eigentum des Bundes mit gesetzlich geregelten Aufgaben.

## Geschichte
2003 wurde die VIFG auf Grundlage des Verkehrsinfrastrukturfinanzierungsgesellschaftsgesetzes (§ 1 VIFGG) gegründet. Alleiniger Gesellschafter bei Gründung war das Bundesministerium für Verkehr, Bau und Stadtentwicklung (BMVBS), welches sich aktuell (2016) Bundesministerium für Verkehr und digitale Infrastruktur nennt. Politisch begründet sich deren Errichtung auf die Ergebnisse der Pällmann-Kommission zur zukünftigen Verkehrsinfrastrukturfinanzierung. In der Umsetzung weicht das VIFGG aber von deren Vorschlag ab, eine eigenständige Finanzierungsgesellschaft je Verkehrsträger vorzusehen.

## Ziel
Ziel der VIFG war eine bedarfsgerechte, effektive und effiziente Verkehrsinfrastrukturbereitstellung.

## Aufgaben
Nach § 2 VIFGG hat die Gesellschaft die Aufgabe, das Gebührenaufkommen aus der Lkw-Maut nach dem seit 19. Juli 2011 nicht mehr gültigen Autobahnmautgesetz (ABMG) sowie der der deutschen Verfügung unterliegenden Schifffahrtsabgaben zur Finanzierung von Bauvorhaben des Bundes in den Bereichen Straße, Schiene und Wasserstraße zu verteilen.
Nach § 11 des seit dem 19. Juli 2011 gültigen Bundesfernstraßenmautgesetzes werden die Mittel, die die VIFG benötigt, aus der Maut geleistet.
Seit dem 1. Januar 2011 werden alle Einnahmen aus der Lkw-Maut für den Verkehrsträger Straße und die Nutzer der Straße verwendet. Damit ist der erste Schritt zur Realisierung des Finanzierungskreislaufs Straße umgesetzt. Der Zahlungsverkehr mit Mautmitteln für Investitionen in die Bundesfernstraßen wird über das Finanzmanagementsystem der VIFG abgewickelt. Das Unternehmen trägt so dazu bei, dass die Mautmittel zweckgebunden eingesetzt werden. Die Institutionalisierung der Zweckbindung ist zudem eine notwendige Bedingung für die langfristige Sicherung der Nutzerfinanzierung.
In den Jahren 2004 bis 2010 wurden die Projekte der Eisenbahnen des Bundes und der Bundeswasserstraßen anteilig aus der Lkw-Maut finanziert. Diese Projekte der Verkehrsträger Schiene und Wasserstraße werden seit 2011 durch den Bund wieder vollständig mit konventionellen Haushaltsmitteln realisiert.
Weiterhin unterstützte die VIFG das BMVBS bei der Vorbereitung, Durchführung und Abwicklung von privatwirtschaftlichen Projekten und trug dazu bei, geeignete Betreibermodelle für die Bereitstellung von Verkehrswegen zu entwickeln sowie deren Umsetzung mitzugestalten und zu begleiten. In diesem Zusammenhang wurden Öffentlich-private Partnerschaften (ÖPP-Modelle) im Verkehrssektor konzeptionell und systematisch weiterentwickelt.
Die VIFG agierte als ÖPP-Kompetenzzentrum und Teil des föderalen Kompetenznetzwerkes Verkehr. Als Servicecenter Wirtschaftlichkeit erarbeitete das Unternehmen Lösungen, die der Wirtschaftlichkeit dienen. Hierbei war die volkswirtschaftliche Betrachtung ebenso von Bedeutung wie die Projektwirtschaftlichkeit auf der Beschaffungsebene.
Auf ihrer Website bot die VIFG unter Service Downloads weiteres Informationsmaterial zum Thema, wie zum Beispiel Gesetze, Berichte zu Infrastrukturfinanzierung und ÖPP sowie zu Modellen und Projekten, Vorträge und Fachveröffentlichungen, an.
Mit der geplanten Änderung des Verkehrsinfrastrukturfinanzierungsgesellschaftsgesetzes (VIFGG) sollte die Verkehrsinfrastrukturfinanzierungsgesellschaft auch den Zahlungsverkehr der über den Bundeshaushalt für Neubau, Ausbau, Erhalt, Betrieb und Unterhalt der Bundesfernstraßen bereitgestellten Mittel übernehmen. Dies geschieht bisher über das Kassen- und Rechnungswesen des Bundes (HKR-Verfahren).
Zum 1. August 2019 wurde die VIFG auf die Infrastrukturgesellschaft für Autobahnen und andere Bundesfernstraßen (IGA) im Zuge der Gesamtrechtsnachfolge verschmolzen, d. h. ihre Aufgaben und das Personal gingen auf die IGA über. Die IGA ist seitdem – wie bisher schon die VIFG – auch für das Finanzmanagement der Bundesstraßen zuständig. Am gleichen Tag trat das Verkehrsinfrastrukturfinanzierungsgesellschaftsgesetz nach seinem § 4 außer Kraft.